# Conus armadillo
Conus armadillo е вид охлюв от семейство Conidae. Видът не е застрашен от изчезване.

## Разпространение и местообитание
Разпространен е в Австралия (Куинсланд), Нова Каледония, Провинции в КНР, Тайван, Филипини и Френска Полинезия (Дружествени острови).
Обитава пясъчните дъна на морета. Среща се на дълбочина около 420 m, при температура на водата около 14 °C и соленост 35,1 ‰.